# ديفن تايلر
ديفن تايلر (بالإنجليزية: Devin Tyler)‏ هو لاعب كرة قدم أمريكية ولاعب كرة قدم كندية أمريكي، ولد في 2 يوليو 1986 في واشنطن العاصمة في الولايات المتحدة.

## وصلات خارجية
- ديفن تايلر على موقع JustSportsStats.com (الإنجليزية)